# Potua sabulosa
Potua sabulosa är en insektsart som beskrevs av Hancock, J.L. 1915. Potua sabulosa ingår i släktet Potua och familjen torngräshoppor. Inga underarter finns listade i Catalogue of Life.